# Palazzo Pubblico
El Palazzo Pubblico ('palau públic' en català) de la ciutat italiana de Siena (la Toscana) es troba en la famosa Piazza del Campo. El seu propòsit original era albergar el govern republicà, format pel podestà i el Consell dels Nou.
Sembla, que el primer nucli d'aquest edifici –format per una senzilla façana de pedra, amb una sola planta de quatre obertures que donaven a una ampla sala i un pati– fou acabat vers 1284, com confirmen les cròniques de Paolo Tommaso Montauri d'aquell any. Com sigui, fou sols el 1288 que el Consell prengué la decisió definitiva de construir el nou edifici que dona la cara al Campo. Alguns anys més tard es començà l'edificació del cos central pròpiament dit, molt semblant al que avui hom pot contemplar, amb la planta baixa de pedra i quatre obertures d'Arc ogival, el primer pis de maons amb quatre triforis i el segon –també de maons– potser amb cinc triforis, reduïdes més tard a quatre per donar-li uniformitat; les dues ales de la segona planta foren afegides el 1680, en ple període barroc.

## 1310
Al voltant de 1310 ja degué estar acabat, doncs precisament aquest any que s'instal·là definitivament en ell el Govern dels Nou. Els seus nou components no podien sortir mai de l'edifici, llevat dels dies de festa. En la planta baixa, la façana del palau tenia deu portes, totes obertes; una d'elles, la quarta (a partir de la dreta del qui observa) introduïa en la Capella dels Nou, pintada al fresc per pintors sienesos del segle xiv. Després de les restauracions molt dràstiques efectuades en els últims anys del segle xix i primers del XX, la façana es presenta plana, amb escasses decoracions en l'articulació de cadascun dels seus membres arquitectònics, que es desenvolupen sobre tot en sentit ascensional, ritmats pels buits de les grans finestres trífores, dels de les finestres coronelles i per una delicada linealitat que anul·la qualsevol tipus de pesadesa, contraposant-se a la subtil elegància de les superfícies. En el paràmetre (a més de lemblema blanc i negra del Municipi de Siena, que es repeteix en tots els timpans de les portes i finestres) es pot observar, al damunt i reemplaçat la bífora central, el monograma de Crist tancat en un gran disc radial. Al sota s'hi troba al blasó dels Médicis, col·locat aquí el 1560 en record de l'annexió de Siena al Gran Ducat de Toscana; als dos cantons els emblemes de la "Balzana" i del "Lleó rampant del Poble". En les cantonades del cos central hi ha dues llobes de pedra que funcionen com a goterons. En el timpà de la porta d'entrada, que té en el centre el Lleó del Poble, hi ha dues llobes romanes en l'alt-relleu i, més amunt, una petita estàtua de San Ansano. A l'extrem dret de la façana, prop de la porta i sobre una columna de granit, s'hi trobava fa uns anys una lloba amb els bessons romans, de bronze daurat, fos per Giovanni i Lorenzo de Turino el 1430. Per raons de conservació, també aquesta bellíssima escultura ha estat col·locada en l'interior del palau. La lloba amb Ròmul i Rem és el símbol de Siena: s'explica que els mítics germans Asquio i Senio, fills de Rem, per a evitar la ira de Ròmul fugiren del poble a penes fundat junt al Tíber i es refugiaren en aquest turó toscà, on més tard Senio fundà la ciutat (Senio/Sena/Siena), portant amb ells una efígie de la Lloba romana, com a símbol i rècord de la pàtria perduda.

## La Torre de Mangia
Dita així per un tal Giovanni di Balduccio, conegut pel sobrenom de "Mangiaguadagni" o "Mangia", que tocava les hores abans d'esser substituït per un dispositiu automàtic) contribueix profundament a imprimir a tot el conjunt aquesta sensació d'extraordinària i delicada elegància ascensional. Fou començada el 1325 i acabada al voltant de 1348, com referència al poder que residia en el palau i com a símbol de tota la vila. La torre té 87 m. d'altura i 102 fins al parallamps. Als germans aretins Francesco i Muccio di Rinaldo (1338/40) els fou confiada la responsabilitat tècnica de la seva construcció, encarregant-se també de les despeses i els riscos d'aquesta. La torre és tota de maó fins al coronament, a sota del recinte de les campanes, amb una ampla barbacana de pedra blanca que li dona l'aspecte d'una alt i esvelt lliri. Aquesta última part fou construïda probablement per Agostino da Siena el 1341, segons sembla sobre un disseny del Maestro Lippo pintor (quasi amb seguretat el gran Lippo Memmi, cunyat de Simone Martini). L'actual campana major (Campanone o Sunto) pesa 6.764 kg i fou col·locada en el recinte de les campanes el 1666.

## L'entrada al Palau
Actualment, les entrades del Palau Públic que donen a la plaça són dues. La primera, vers l'esquerra i prop de la Capella, introdueix a través de dues portes en el Pati del Podestà on, entre nombrosos escuts d'armes de governadors, s'hi conserven restes de l'estàtua de pedra del Mangia. Al fons una escala porta al Teatro dei Rinnovati, abans Sala Gran del Consell de la República. A través d'una porta lateral per una moderna escala pensil, es pot baixar a una sèrie de belles sales semi-subterrànies amb voltes de maó, en altra temps antigues cisternes i magatzems del palau (Magatzems de sal) i actualment, després d'una excel·lent restauració, destinades a exposicions periòdiques d'art.

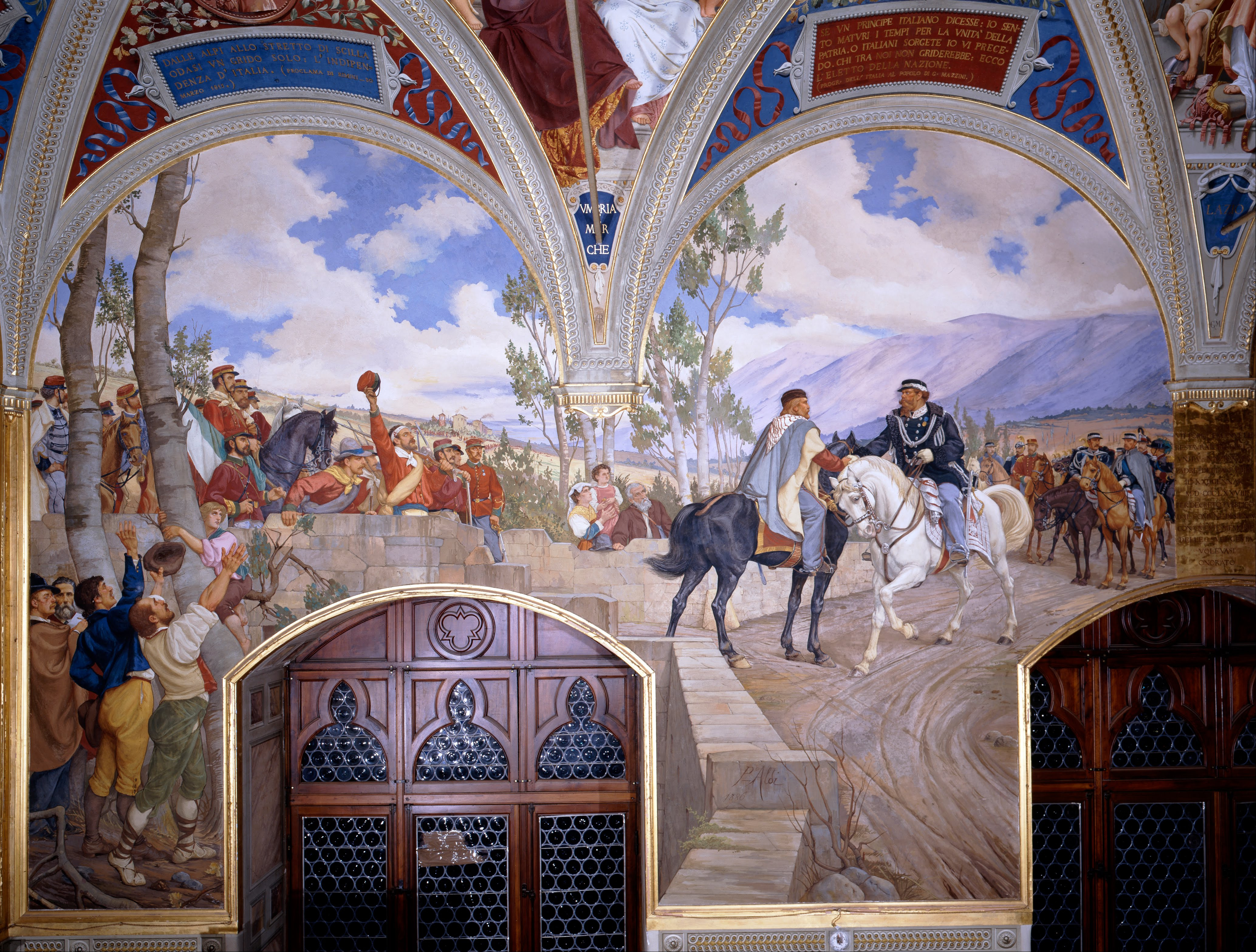
Frescos de la "Sala del Risorgimento"

Pujant per la mateixa escala pensil, en el pis superior (planta noble) es troben de seguida diverses sales que acullen la Galeria de Pintura, on s'exposen nombrosos quadres d'èpoques i escoles diverses, procedents en la seva majoria de l'antic Museu Cívic. Després es té accés a l'anomenada "Sala del Risorgimento" (abans Sala d'Audiència del Podestà), on s'han col·locat nombroses obres d'escultura del segle xix. Però aquesta sala és coneguda sobretot per les grans escenes a les parets que narren episodis de la vida del rei Víctor Manuel II i pertanyen totes a artistes toscans d'aquest mateix segle.
L'altra porta a la dreta introdueix a un passadís que, al fons, té una escarpada escala que porta a la galeria porticada i als pisos superiors. Passat el corredor s'hi troba l'anomenada Sala de la Bailia (en efecte, aquí s'hi reunia a partir de 1455 la Bailia, antiga magistratura de la República composta per vuit membre amb amplis poders). La sala fou pintada sencerament al fresc en estil gòtic tardà per un sienès Martino di Bartolomeo i un aretí, però d'escola florentina (Spinello Aretino). El primer, entre 1407 i 1408, representà en els cascs de la volta i sobre els pilars les Virtuts; en l'intradós del gran arc que divideix la sala en dues seccions, els quatre Evangelistes; i als peus drets i enjuts del mateix arc, sis busts d'emperadors i guerrers, entre els quals i segons la tradició, Jofré de Bouillon. A Spinello Aretino se li confià (1408) l'obra més difícil, és a dir, els fets memorables del papa sienès Alexandre III, de la família Bandinelli, promotor de la Lliga Llombarda, ferm enemic de l'emperador Frederic I Barbaroja i probable inspirador de la fundació de la catedral de Siena.
La bella porta tercejada (1426) que dona accés a la Capella Interior s'atribueix a Domenico di Niccolò, dita dei Cori (dels Cors), perquè realitzà el magnífic cor de la mencionada capella del palau. El magnífic cor que envolta l'altar en els seus dos costats més llargs fou realitzat per Domenico entre 1415 i 1428; està compost per 21 setials (a més del bell requadre de la porta esquerra que representa, sempre tercejada, la Nativitat i la Roda que sembla recordar l'al·legoria del bon i del mal govern), cadascun dels quals porta, a l'espatllera, una escena tercejada amb els articles del Credo. Les voltes i les parets de la capella foren pintades al fresc per Taddeo di Bartolo, representant del gòtic sienes tardà, amb cinc episodis de la Vida de la Verge. Sobre l'altar avui s'hi troba un quadre sobre fusta d'Antonio Bazzi, anomenat el Sodoma que representa la Sagrada Família amb Sant Lleonart, una de les obres més importants realitzades per aquest artista al voltant de 1530/35. Del sostre de la capella penja una llàntia de fusta tallada i daurada, rara creació infundadament atribuïda a Cecco di Nanni del Ciucca i pintada per Cristofano da Cosona; però encertadament ara se la reconeix com una obra tallada pel mestre Domenico di Niccolò dei Cori, poc abans de 1435. En l'Avantcapella, Taddeo di Bartolo (a més d'un colossal Sant Cristòfor de 1408) realitzà un cicle relatiu a les Virtuts polítiques i als homes il·lustres (1414), cicle que s'inspira clarament en la vida i en las idees de la república sienesa de principis del segle xv.

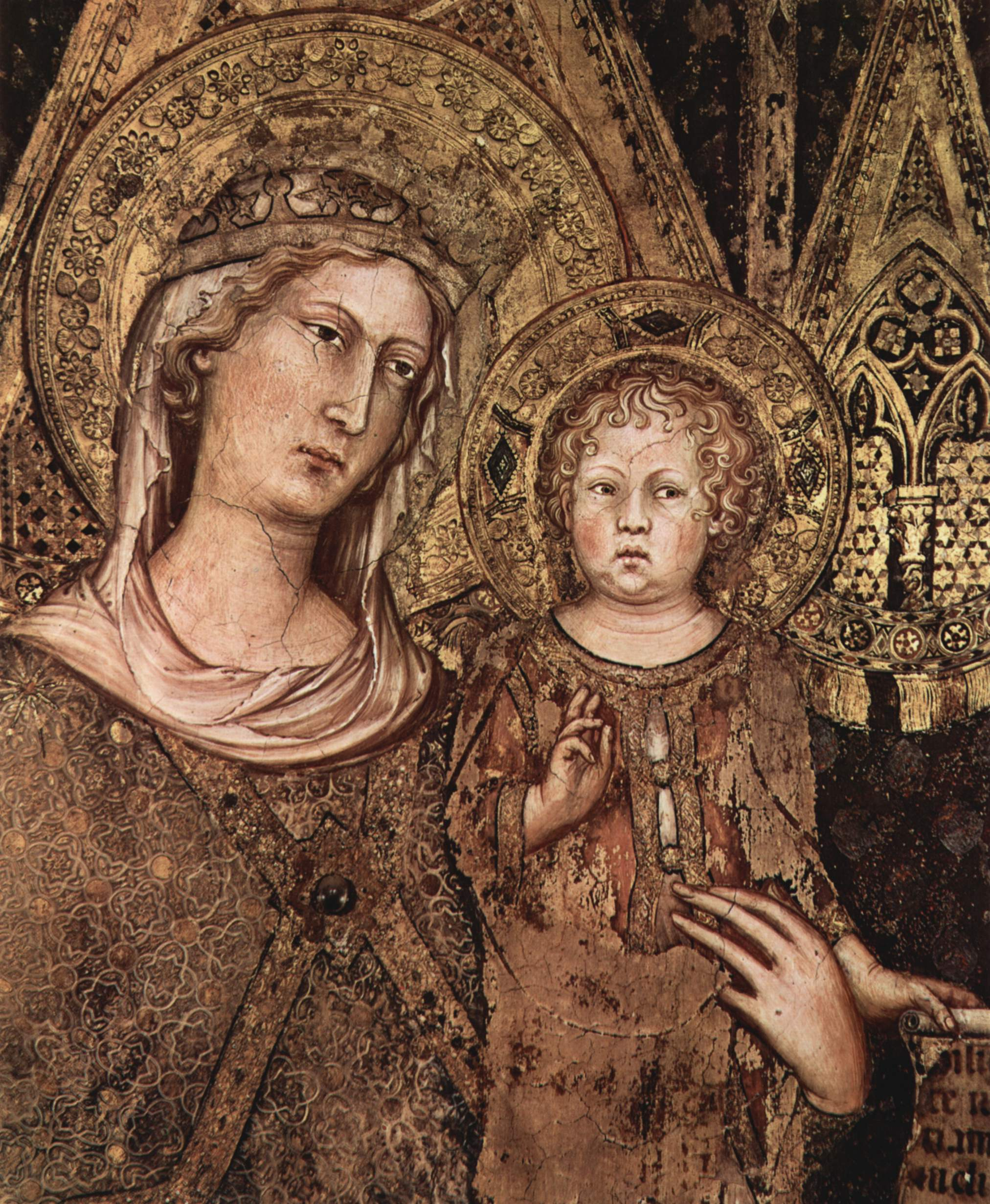
Detall de la Majestat de Simone Martini

Les virtuts representades són cinc (Fortalesa, Prudència, Religiositat, Justícia i Magnanimitat), envoltades totes de nombrosos retrats d'homes il·lustres de l'antiga Roma (Cató, Brut, Muci Escèvola, Marc Etili Règul, Escipió, etc.). En l'intradós del gran arc, vers la Sala del Mapamundi, hi ha una vista de la ciutat de Roma amb les figures de Júpiter, Mart, Apol·lo, Palas Atenea, Aristòtil, Juli Cèsar i Pompeu. El 1959 es col·locà en el vestíbul la Lloba de bronze daurat que dona el pit als bessons. La va fondre el 1429 Giovanni di Turino amb l'ajuda del seu fill Llorenç, i fou col·locada sobre la columna situada davant el palau. Al costat de la capella s'hi troba la gran sala on es reunia el Consell de la República, anomenada Sala del Mapamundi. En la paret del fons destaca la grandiositat Majestat de Simone Martini (1315/21), una de les obres mestres més excelses de la pintura gòtica europea. Una obra que per la seva nova i significativa concepció simbolitza plenament la civilització del segle xiv, la civilització que florí també amb les pagines del Cançoner de Petrarca (amic de Simone) i les novel·les de Giovanni Boccaccio. En aquest fresc la Verge ja no és la icònica figura de l'art romà d'Orient, com en la celebèrrima taula de Duccio di Buoninsegna del mateix afer, sinó la Mater més humana que baixa entre el poble de Siena envoltada de la seva cort celestial, mentre dos àngels li ofereixen gots vessant de flors. Aquests són sentiments d'una nova realitat en contraposició a l'alta edat mitjana, desenvolupats principalment no tant per les figures del tema, sinó per l'estructura de la composició, per una línia que flueix harmoniosa i quasi sense interrupcions d'una figura a l'altra i per color tènue i transparent.
En la paret més petita –enfront de la Majestat i en la paret més alta– es desenvolupa una composició, també pintada al fresc, que evoca el Setge del Castell de Montemassi, emplaçat en els aiguamolls toscans (1328), per part de Guidoriccio da Fogliano, llavors capità de l'exèrcit sienès. El nom de Simone Martini també està unit a aquest famós fresc, que s'ha convertit en el símbol de la potencia civil i militar de l'Antiga República de Siena, i que fa joc amb les glories religioses que la Majestat expressa en la part contraria. El cavaller, coberta la seva armadura per la sobrevesta brodada amb les insígnies de la família Da Fogliano (una sèrie de rombes blau fosc dels que surten estilitzades fulles sobre fons d'or), munta un cavall cobert per una gualdrapa amb idèntica decoració. El grup, en el centre i en primer pla, malgrat la caracterització del personatge, se'ns apareix com si estigués mancat de tota materialitat física, quasi abstracte amb la seva modulada construcció, com si les línies de contorn només fossin capaces de reproduir purs acords musicals, repetits pel continu fluir de rombes foscos sobre la sobrevesta i la gualdrapa i per la inestabilitat del cavall que sembla que se sosté sense una base concreta. Aquesta sensació d'irrealitat metafísica provocada per exaltar millor l'encant de l'escena, quasi com una aparició, es continua en el paisatge on, sobre el fons del cel o la terra àrida dels aiguamolls toscans, s'hi perfila el Castell de Montemassi, el bastió amb les seves torres i catapultes i el campament de l'exèrcit sienes. Durant una esmerçada restauració, el 1981, en la zona que es troba per sota de l'escena de Guidoriccio es va descobrir un altre admirable fresc –d'execució anterior– que representa la pacifica entrega d'un castell (Giuncarico, en els aiguamolls toscans?) a la República de Siena. El fresc s'atribueix a Duccio di Buoninsegna (1314/15).

## Sala de la Pau

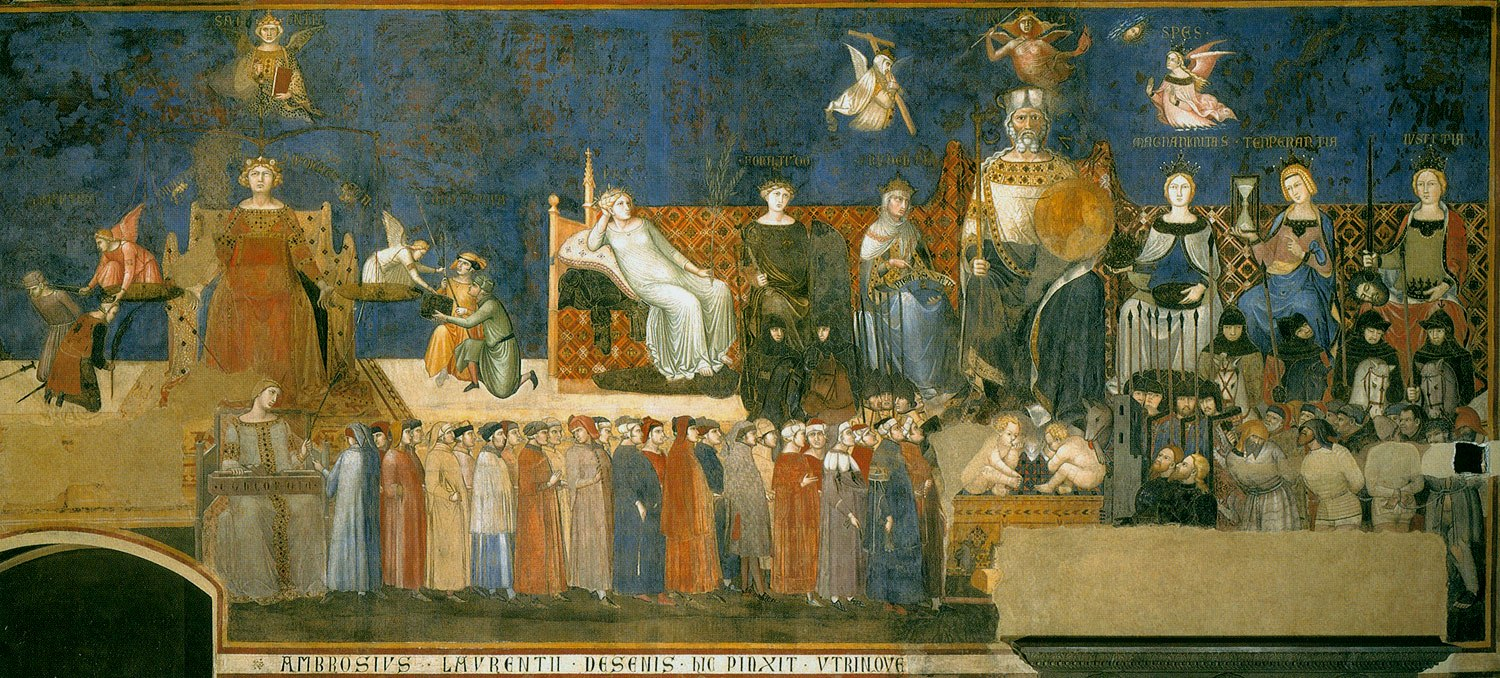
Al·legoria del Bon i del Mal Govern

Al costat de la Sala del Mapamundi es troba la del Govern dels Nou, dita també Sala de la Pau per una figura al·legòrica que hi ha estat pintada. En aquesta sala hi ha altres frescos, famosos per la importància artística i històrica que revesteixen: en efecte, a tres cantons de la sala s'hi desplega un cicle amb l'Al·legoria del Bon i del Mal Govern, que el gran Ambrogio Lorenzetti pintà per encàrrec del Govern dels Nou entre 1338 i 1340. A la paret més petita i enfront de la llum dels finestrals s'hi troba l'autèntica Al·legoria del Bon Govern, resumida principalment en la figura de l'ancià amb mantell blanc i negre (els colors de Siena) per a indicar tant el govern comunal de la ciutat com el bé comú. Als seus peus, la lloba donant de mamar els bessons i que ja s'ha anomenat diverses vegades.
El vell està envoltat per les figures al·legòriques de la Pau, la Fortalesa, la Prudència, la Magnanimitat, la Temprança i la Justícia. Per damunt d'ell hi ha la Fe, l'Esperança i la Caritat. Per sota, a la dreta, cavallers armats vigilen un grup de presoners o, més ben dit, de malfactors. Cal observar el lent seguici que, en mut col·loqui, es dirigeix solemne vers l'ancià, així com el característic grup dels cavallers amb els presoners que dona una nota més humana a la grandiosa composició. El significat ètic-polític que Simone Martini, amb sentiment totalment diferent, expressà en els frescos observats en la Sala del Mapamundi torna ara amb aquesta Al·legoria d'Ambrogio Lorenzetti d'una manera més marcada i menys abstracta, amb la intenció de posar en evidència com un bon govern pot basar-se solament en les Virtuts (i principalment en la Justícia i la Concòrdia), de les quals surt espontàniament i lliure la Seguretat, que vola per damunt la porta vermella de la ciutat en el fresc pintat a la dreta.
Per aquest cicle profà desenvolupat aquí per Lorenzetti (el primer cicle profà de la pintura, com s'ha observat en repetides ocasions) arriba al seu punt culminant a la paret de la dreta, amb els efectes del Bon Govern en la Ciutat de Siena i el territori que l'envolta. Aquí l'artista aconseguí exaltar admirablement i en un sens nombre de detalls el significat, no ja simbòlic, de la felicitat de la vida en la serenor del treball tant dintre com fora de les muralles, sota l'ombra protectora de la Seguretat la qual figura al·legòrica s'aboca, sobre la porta vermella de la ciutat. En aquesta cèlebre sala, per primera vegada en la història de l'art, es recorda amb imatges visuals la vida feliç, l'activitat en la ciutat i en el camp, amb botigues i altres construccions (hi ha inclús una escola), seguicis i jocs per a infants, amb la tranquil·la i feliç seguretat de la bona collita en les llars dels camperols i amb, l'espectacle dels camps llaurats, autèntiques impressions cromàtiques d'una modernitat sense temps.
Lamentablement, en la paret d'enfront on antany s'hi trobava la representació del Mal Govern, l'efecte compositiu del conjunt ha desaparegut, en gran part pel greu estat de deteriorament degut principalment a la incúria de l'home.